# Stazione di Shimpu
La stazione di Shimpu (新府駅?, Shimpu-eki) è una fermata ferroviaria della città di Nirasaki, nella prefettura di Yamanashi, e serve la linea linea principale Chūō della JR East. Dista 151,2 km dal capolinea di Tokyo.

## Linee
East Japan Railway Company
■ Linea principale Chūō

## Struttura
La stazione è dotata di due marciapiedi laterali con due binari passanti su terrapieno. I due lati della fermata non sono comunicanti, ed è necessario procedere all'altro lato passando sotto i binari attraverso una vicina strada.
| Bin. Ovest | ■ Linea principale Chūō | per Kobuchizawa e Matsumoto |
| Bin. Est   | ■ Linea principale Chūō | per Kōfu, Shinjuku e Tokyo  |

## Stazioni adiacenti
| «                     | Servizio              | »                     |
| Linea principale Chūō | Linea principale Chūō | Linea principale Chūō |
| --------------------- | --------------------- | --------------------- |
| Nirasaki              | -                     | Anayama               |